# Hora intermédia
A Hora intermédia, mais comumente chamado de Hora Média ou Oração das Nove (Terça), das Doze (Sexta) e das Quinze Horas (Nona), é o nome dado a cada uma das três horas litúrgicas menores (exceto as Completas) da Liturgia das Horas.
Destina-se a santificar o decorrer do dia, estando no intermédio das duas horas principais, Laudes (de manhã) e Vésperas (ao fim da tarde).
É formada pelas três horas chamadas “menores”, por terem uma importância menor no contexto da proposta de oração diária e por serem mais simples e breves:
- Terça ou Tércia, pelas 9h00.
- Sexta, pelo meio-dia.
- Nona ou Noa, pelas 15h00.

Trata-se apenas de horas aproximadas. Ao celebrar-se a Hora intermédia, deve escolher-se a hora que mais condiz com o momento da celebração.
Segundo as  leis litúrgicas atuais, a Constituição Sacrosanctum Concilium diz que apenas as comunidades religiosas com obrigação de coro devem celebrar essas três horas. As restantes pessoas podem celebrar apenas uma delas, à hora mais conveniente, recebendo assim esta oração o nome de Hora Média. (SC 89-e)
Existia ainda, antes do Concílio Vaticano II, uma outra hora menor: a hora de Prima, celebrada pelas 6h00. Esta hora, por colidir praticamente com a hora de Laudes, foi suprimida pelo Concílio (Sacrosanctum Concilium 89 d)

## Esquema da celebração da Hora intermédia
- Invocação inicial: Vinde, ó Deus, em meu auxílio, socorrei-me sem demora… e Glória.
- Hino.
- Salmodia: três salmos, ou partes de salmo, com a respectiva antífona. No Tempo Comum, propõe-se uma antífona para cada salmo ou parte de salmo. Nos restantes tempos litúrgicos, assim como nas solenidades, festas e memórias, é apresentada uma só antífona, a ser dita no princípio e no fim de toda a salmodia.
- Leitura breve, retirada da Bíblia (nesta hora canônica não se faz uso de Leitura Longa).
- Versículo, para resposta à leitura.
- Oração conclusiva, na celebração comunitária proferida pelo presidente.
- Despedida (V. Bendigamos ao Senhor R. Graças a Deus).

Na Hora Média há dos Salmodias, uma corrente e outra complementar (a qual chamamos de Salmos Graduais, os quais se encontram após a Salmodia das Completas). Quando se reza apenas uma das horas deve-se utilizar sempre a Salmodia Corrente, que se encontra no Saltério, a menos que em alguma Solenidade ou festa diga o contrário. Contudo, quando se reza as três horas menores, reza-se uma com a Salmodia Corrente e para as outras horas se usam os respectivos Salmos Graduais. A Salmodia Complementar é um conjunto fixo de nove salmos (Salmos 119 (120) ao 127 (128)), organizados em três séries, uma para cada uma das três horas.

No Livro Oração das Horas, na tradução brasileira, onde se encontra apenas as Orações das Laudes, Média (Doze), Vésperas e Completas, só é encontrado a Oração das Doze, pois geralmente quem o possui reza neste horário devido a pausa do trabalho, assim sendo, só se encontra neste compêndio a Salmodia Corrente da Hora Média e o Salmo Gradual das Doze Horas (sem a antífona do tempo corrente para o Salmo Gradual, pois este salmo só é utilizado quando se trata de alguma Solenidade ou Festa).